# 블레이크 포스터
블레이크 포스터(Blake Foster, 1985년 5월 29일 ~ )는 미국의 텔레비전 배우, 배우, 영화배우이다.

## 영화
- 키즈 월드 (2001년)
- 동물 농장 특공대 (1998년)
- 꼬마 유령 캐스퍼 3 - 캐스퍼와 웬디 (1998년) - 조시 잭슨 역
- 무적 파워 레인저 (1997년) - 저스틴 역
- 다니엘 스틸 - 가족 앨범 (1994년)
- 서스피션 (1994년)